# ロメル・キニョネス
ロメル・ハビエル・キニョネス・スアレス（Romel Javier Quiñónez Suárez , 1992年6月25日 - ）は、ボリビア・サンタクルス県サンタ・クルス・デ・ラ・シエラ出身のプロサッカー選手。ボリビア・プリメーラ・ディビシオンのクラブ・ボリバルに所属している。ポジションはGK。

## 来歴
2005年にクラブ・ボリバルのユースチームに入団し、2010年シーズンにプロデビュー。2012-13シーズンより正GKに定着し、数々のリーグタイトルを獲得。コパ・リベルタドーレスやコパ・スダメリカーナといった主要大会にも出場。2016-17シーズンはオリエンテ・ペトロレロにローン移籍でプレー。同シーズン終了後にボリバルに復帰した。

## ボリビア代表
2013年9月に、2014 FIFAワールドカップ・南米予選の対パラグアイ戦、エクアドル戦のメンバーとしてボリビア代表に初招集。コパ・アメリカ2015、コパ・アメリカ・センテナリオにも出場した。